# Psalmodia (chór)

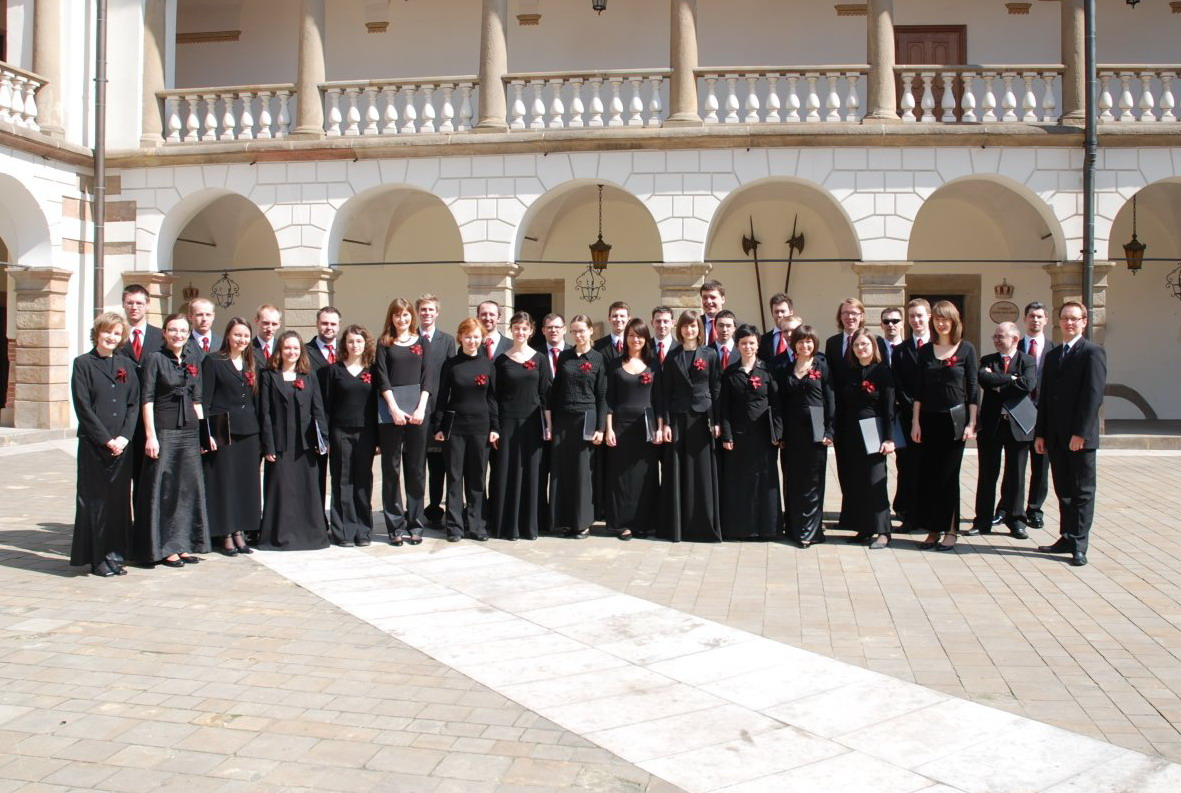
Psalmodia na konkursie chórów w Niepołomicach w 2009 r.

Psalmodia – chór Uniwersytetu Papieskiego Jana Pawła II w Krakowie został powołany do życia w 1988 roku w Instytucie Liturgicznym na Wydziale Teologicznym. Na podstawie dekretu Wielkiego Kanclerza PAT ks. Kardynała Franciszka Macharskiego dnia 31 maja 1996 stał się chórem Papieskiej Akademii Teologicznej, a nie tylko zespołem instytutowym. Od 1988 do 2025 roku chórem dyrygował maestro Włodzimierz Siedlik. 

## Dyrygent chóru. Współpracownicy
Włodzimierz Siedlik w latach 1995–2010 sprawował funkcję dyrektora artystycznego Chóru Polskiego Radia w Krakowie, był także dyrygentem Chóru Akademickiego Uniwersytetu Jagiellońskiego. Ukończył z wyróżnieniem Akademię Muzyczną w Krakowie oraz podyplomowe studia z zakresu emisji głosu na Akademii Muzycznej w Bydgoszczy. Był pracownikiem naukowym Uniwersytetu Papieskiego i prowadził zespół chóralny od jego powstania. Z Psalmodią zdobył szereg nagród dyrygenckich, sam był m.in. laureatem Krajowego Konkursu Dyrygentów w Poznaniu w 1990 roku, a w roku 2001 otrzymał nagrodę Jerzego Kurczewskiego za całokształt osiągnięć w zakresie chóralistyki.
Na przestrzeni lat z zespołem pracowało wielu asystentów dyrygenta, m.in. Joanna Gutowska-Kuźmicz, Agnieszka Trela, Robert Kucharzyk, Katarzyna Śmiałkowska,  Łucja Nowak, Ivan Vrublevskyi, obecnie funkcje te pełnią Karolina Grodecka i Olga Bodnar. Funkcję akompaniatora pełni Marek Pawełek. Wszyscy asystenci ukończyli Akademię Muzyczną w Krakowie.
Od roku akademickiego 2001/2002 chór nie jest tylko jednostką wydziałową, ale mogą w nim śpiewać studenci i absolwenci innych kierunków, również z innych uczelni. Z tego powodu, aktualnie w skład zespołu zaliczyć można wielu studentów i absolwentów Uniwersytetu Jagiellońskiego, Akademii Górniczo-Hutniczej oraz pozostałych uczelni krakowskich (UP, ASP, AM, UEK).

## Osiągnięcia
W ciągu dwudziestu lat działalności chór uczestniczył w szeregu festiwali i wygrywał rozmaite konkursy. Wymienić należy między innymi takie osiągnięcia, jak:
- 1993 – Ogólnopolski Turniej Chórów Legnica Cantat - nagroda za najlepszy debiut, nagroda za najlepszą technikę wokalną i nagroda specjalna - Srebrna Lutnia
- 1994 – XXIX Międzynarodowy Festiwal Pieśni Chóralnej w Międzyzdrojach – I miejsce i złoty medal w konkursie Współczesna Muzyka Chóralna
- 1995 – Międzynarodowy Festiwal Muzyki Cerkiewnej w Hajnówce – wyróżnienie
- 1995 – Międzywojewódzki Konkurs Chórów w Krakowie – II nagroda
- 1996 – XXXVI Międzynarodowy Festiwal Muzyki Religijnej w Loreto (Włochy)
- 1996 – Międzywojewódzki Konkurs Chórów w Krakowie – I nagroda
- wyróżnienia i nagrody podczas konkursów kolęd w Myślenicach, konkursach muzyki chóralnej w Niepołomicach, Krakowie oraz Łodzi
- 2009 – IV Festiwal Chóralny Cantate Domino w Krakowie – I nagroda
- 2009 – XI Małopolski Konkurs Chórów w Niepołomicach – Złota Struna i Nagroda Specjalna burmistrza miasta
- 2010 – zajęcie trzeciego miejsca w 41. Turnieju Chórów Legnica Cantat
- 2012 – Małopolski Konkurs Chórów - Niepołomice - Grand Prix
- 2013 – XIV Międzynarodowy Festiwal Chóralny „Ad Gloriam Dei” w Pińczowie - Grand Prix

Od początku chór bierze udział w życiu kulturalnym Krakowa (Tynieckie Recitale Organowe), oraz w wydarzeniach uczelnianych oraz kościelnych (np. przygotowanie papieskich pielgrzymek w 1991, 1997, 1999 i 2002 roku). Zespół ma na swoim koncie wiele niepowtarzalnych doświadczeń muzycznych. Wymienić tu należy:
- 2008 – otwarcie XII Wielkanocnego Festiwalu Ludwiga van Beethovena – IX Symfonia
- 2008 – wykonanie Mszy Koronacyjnej W.A. Mozarta
- 2008 – współudział w XII Letnim Festiwalu Operowym w Krakowie – operetka „Baron cygański” J. Straussa
- 2009 – oprawa artystyczna narodowych uroczystości na Wawelu z okazji dwudziestej rocznicy upadku komunizmu w Polsce
- 2009 – udział w koncercie z okazji nadania honorowego obywatelstwa Ostrowca Świętokrzyskiego kompozytorowi Henrykowi Mikołajowi Góreckiemu
- 2009 – udział w Międzynarodowym Festiwalu Muzyki Kameralnej w Zakopanem „Muzyka na szczytach"
- 2010 – oprawa artystyczna uroczystej mszy św. na otwarcie Roku Chopinowskiego 2010 w Krakowie w katedrze wawelskiej. Chór wykonał wraz z Capellą Cracoviensis pod dyrekcją Jana Tomasza Adamusa Mszę F-dur Józefa Elsnera i utwory Moniuszki, Nowowiejskiego oraz samego Chopina w chóralnych opracowaniach Jana Węcowskiego
- 2010 – oprawa artystyczna uroczystego pogrzebu Pary Prezydenckiej dnia 18 kwietnia w kościele Mariackim oraz w katedrze wawelskiej w Krakowie
- 2010 – udział w III Festiwalu Muzyki Filmowej w Krakowie jako część chóru Pro Musica Mundi - koncert pod batutą Tan Duna wraz z Leszkiem Możdżerem oraz wykonanie oprawy muzycznej trzeciej części filmu Władca Pierścieni połączonej z projekcją – dyrygent – Ludwig Wicki.

Zespół współpracuje z instytucjami i zespołami z Krakowa. Wymienić tu należy przede wszystkim: Chór Polskiego Radia, Filharmonię Krakowską, Operę Krakowską, Orkiestrę Młodej Filharmonii, Orkiestrę Akademii Beethovenowskiej, Capellę Cracoviensis, Sinfonieta Cracovia.
W 2008 roku chór został przyjęty do międzynarodowej federacji chóralnej Pueri Cantores. Tego samego roku do życia został powołany Krakowski Chór Męski pod dyrekcją Marcina Wróbla (debiut na konkursie w Niepołomicach 4–5 kwietnia 2009, I nagroda finansowa w kategorii chór męski i Złota Struna). Nieco później zadebiutował Krakowski Chór Żeński, którym kieruje Katarzyna Śmiałkowska (debiut – 28 czerwca koncertem w Zespole Klasztornym Sióstr Sercanek w Krakowie). W skład obu zespołów wchodzą chórzyści i chórzystki Psalmodii, a próby odbywają się w dodatkowych godzinach pracy.
Chór koncertuje za granicą – m.in. w Szwecji (kongres Federacji Pueri Cantores), w Niemczech i Belgii (w ramach ministerialnego programu Promocja Polskiej Kultury Za Granicą).
W sezonie artystycznym 2009/2010 zespół wykonał ponownie Mszą Koronacyjną oraz – po raz pierwszy – Requiem W.A.Mozarta (w ramach V Dni Muzyki Kościelnej – wydarzenie zarejestrowane przez TVP).
28 lutego 2010 roku, wraz z Capellą Cracoviensis, chór zainaugurował obchody Roku Chopinowskiego w Krakowie.

## Płyty
W 2002 roku chór nagrał płytę „Te Deum Laudamus”, na której znajdują się utwory polskich kompozytorów, muzyka cerkiewna oraz inne dzieła chóralistyki. W 2007 roku, zespół wraz z Chórem Uniwersytetu Jagiellońskiego i Chórem Akademii Rolniczej w Krakowie nagrał dzieła Henryka Mikołaja Góreckiego. Szczególnie ważne było zarejestrowanie utworu „Pieśń Rodzin Katyńskich” – po raz pierwszy w historii. Płytę wydała wytwórnia Pomaton EMI w 2008 roku.

W 2011 roku na płycie „Totus Tuus” zarejestrowanych zostało dziewięć utworów Henryka Mikołaja Góreckiego, wśród nich światowa premiera fonograficzna: „Pod Twoją obronę”.
Skład Chóru, biorący udział w nagraniu, to blisko 70 osób, dyrygował maestro Włodzimierz Siedlik.
Nagranie miało miejsce w kościele OO. Redemptorystów pw. Matki Bożej Nieustającej Pomocy w Krakowie
W 2012 roku Chór wydał kolejną płytę składającą się wybranych dzieł Stanisława Moniuszki. W nagraniu, udział brało blisko 55 chórzystów, czworo solistów: Anna Filimowska-Wolfinger – sopran, Elżbieta Król-Dryja – alt, Piotr Szewczyk – tenor, Maciej Drużkowski – baryton, organy – Marek Pawełek (wykonawca dwóch utworów organowych znajdujących się na płycie), dyrygował maestro Włodzimierz Siedlik. Nagrań dokonano w kościele świętych Augustyna i Jana Chrzciciela w Krakowie. Wydawcą płyty jest Stowarzyszenie PASSIONART.